# غونار أستروم
غونار أستروم (بالفنلندية: Gunnar Åström)‏ هو لاعب باندي ‏ ولاعب كرة قدم فنلندي، ولد في 15 يناير 1904 في فنلندا، وتوفي بنفس المكان في 1952. شارك مع منتخب فنلندا لكرة القدم. أما مع النوادي، فقد لعب مع HIFK ‏.

## وصلات خارجية
- غونار أستروم على موقع ناشيونال فوتبول تيمز (الإنجليزية)
- غونار أستروم على موقع عالم كرة القدم.نت (الإنجليزية)